# Medenice
Medenice (ukr. Меденичі) – osiedle typu miejskiego w rejonie drohobyckim obwodu lwowskiego, założone w 1395. W II Rzeczypospolitej miejscowość była siedzibą gminy wiejskiej Medenice. Osiedle liczy 3326 mieszkańców. Położone jest nad rzeką Letnianką.
Najstarszy dokument dotyczy pobytu króla Władysława Jagiełły. Medenice należały do księstwa halicko-wołyńskiego, w połowie XIV wieku stały się ośrodkiem dóbr samborskich w ziemi przemyskiej. Wieś prawa wołoskiego, położona była w drugiej połowie XV wieku w ziemi przemyskiej województwa ruskiego.
W II Rzeczypospolitej wieś w powiecie drohobyckim województwa lwowskiego. W latach 1944–1945 nacjonaliści ukraińscy z OUN-UPA zamordowali tutaj 17 Polaków. W latach 1940–1941 i 1944–1959 siedziba rejonu medenickiego.

## Religia
W połowie XVI wieku powstała rzymskokatolicka parafia ufundowana przez króla Zygmunta Augusta. Pierwszy drewniany kościół ufundowała królowa Jadwiga Andegaweńska. Drugi kościół, także drewniany, fundacji Jana III Sobieskiego zbudowano w 1689 i poświęcono w 1702.
W latach 1816–1824 wzniesiono zachowany do naszych czasów murowany kościół pw. Trójcy Przenajświętszej. Polichromie wewnątrz świątyni pochodzą z 1863. Po zniszczeniach z czasów I wojny światowej został wyremontowany w 1939. Ponownie uszkodzony wskutek ostrzału artyleryjskiego w 1944 został zamknięty przez władze radzieckie. Wtedy rozebrano dzwonnicę. W 1989 świątynię zwrócono wiernym. W Medenicach powstał też klasztor sióstr salwatorianek.

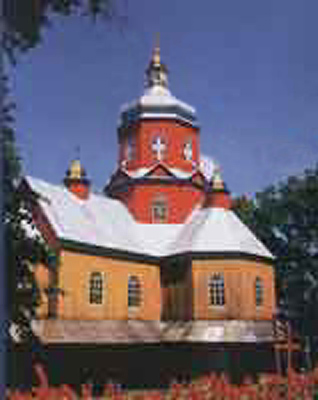
Cerkiew w Medenicach

Drewniana cerkiew św. Paraskewy została wzniesiona w 1644 i odnowiona w 1820. Stojąca obok dzwonnica została zbudowana w XVII wieku.

## Urodzeni w Medenicach
- Tadeusz Józef Hordt
- Edward Junak
- Jan Patrzyk